# Pięciopoziomowe postrzeganie
Pięciopoziomowe postrzeganie – jeden ze sposobów medytacji chińskiej szkoły buddyjskiej faxiang, będącej odpowiednikiem jogaczary zwanej także widźniaptimatratą.

## Termin
Chińskie słowo guan ma kilka znaczeń. Najpowszechniejsze znaczenie to wizualizacja, odnosząca się do sanskryckiego określenia anusmṛti - "medytacyjna uważność". Innym znaczeniem słowa, mającym związek ze standardowym znaczeniem wipaśjana jest "postrzeganie" lub "wgląd" w naturę istnienia. W typie medytacji szkoły faxiang guan jest używane właśnie w tym znaczeniu. Mamy wtedy do czynienia z praktyką poznawczego urzeczywistnienia szczególnych filozoficznych zasad. Równocześnie praktyka ta jest aktywnością zorientowaną soteriologicznie, czyli jest praktyką religijnej transformacji.
Chińska nazwa tej praktyki to wuchong weishi guan. Pojawia się ona w dwu dziełach Kuijiego (632-682): Boruo boluomituo xinjing yucan (Komentarz do "Sutry serca") oraz w eseju Weishi zhang (Esej o widźniaptimatracie). Praktyka ta stała się jedną z najbardziej znanych nauk szkoły faxiang i była kluczową w wyjaśnianiu drogi faxiang przez Kuijiego.
Pochodzenie tego terminu nie jest zbyt jasne, ponieważ sanskryckiego jego odpowiednika (skt evijñaptimātrata-vipaśyanā lub evijñaptimātrata-abhisamāya) nie ma w żadnych z istniejących sanskryckich lub tybetańskich źródłach. Natomiast fraza weishi guan pojawia się we wczesnych chińskich tłumaczeniach tekstu Mahāyāna-saṃgraha dokonanych zarówno przez Paramarthę jak i Dharmaguptę, chociaż guan wydaje się być w nich bardziej interpolacją niż tłumaczeniem sanskryckiego terminu. Tak więc medytacja "Pięciopoziomowego postrzegania" wydaje się być innowacją stworzoną przez Kuijiego lub przez jego nauczyciela Xuanzanga. Doktrynalnym poprzednikiem tej praktyki z jej wyróżniającą się pięciopoziomową strukturą postrzegania i określeniem tych pięciu podziałów jako "bramy" (skt mukhāni) może być wczesna buddyjska doktryna wutingxin guan, którą można znaleźć w licznych źródłach chińskich i która stała się częścią nowego chińskiego buddyzmu w okresie Kuijiego i można ją znaleźć w pracach Zhiyiego i Zhiyana. Kuiji był na pewno z nią zaznajomiony, gdyż znaleźć ją można w tak znanych tekstach jak Yogācārabhūmi i Abhidharmakośa. Jednak są to zupełnie różne nauki.
Pięć poziomów Kuijiego to raczej pięć wzajemnie powiązanych wejść, przez które można przejść progresywnie w praktyce wglądu w istotę czy też prawdę widźniaptimatraty. W tej doktrynie mówi się o tych pięciu  poziomach jako o "bramach" czy też "wejściach" (chiń. men), ale są one rozumiane jako znaki etapów, na których praktykujący może przenikać progresywnie coraz głębiej do podstawowej soteriologicznej prawdy buddyzmu jogaczary - poglądu, że świat, tak jak go doświadczamy, jest niczym innym jak tylko poznawczą konstrukcją (skt vijñāpti).
Ma to wyraźny związek z podobną sekwencją progresywnych kroków w Dushuna trzypoziomowym postrzeganiu Dharmadhatu, kluczowej doktrynie szkoły huayan ukazanej w bardzo wpływowym tekście Huayan fajie guanmen. Model zaproponowany przez Kuijiego był zapewne całkowicie chińską doktryną, która zapożyczyła pewne słowa z technicznego słownika Dushuna, szczególnie li (zasada) oraz shi (fenomen).

## Pięć poziomów postrzegania
1."Odprawienie fałszu - zachowanie rzeczywistego" (chiń. qianxu cunshi).
Na tym poziomie powinno się urzeczywistnić, że wszystko do czego zwyczajnie lgniemy jako do istniejącego czy rzeczywistego, jest w rzeczywistości czystą wyobraźnią (skt parikalpita). W normalnym stanie ludzkiej ułudy, te błędnie rozumiane przedmioty przywiązania wydają się być rzeczywiste, ale ostatecznie muszą być postrzegane jako nie posiadające ani substancji (chiń. ti) ani funkcji (chiń. yong). Emocjonalnie (chiń. qing) z natury skłaniamy się do przylegania do tych wyobrażonych złudzeń, biorąc je za istniejące naprawdę. Faktycznie (chiń. li) powinny one być postrzegane jako nieistniejące. W tym samym czasie medytujący musi uczynić wysiłek aby zachować jako rzeczywiste pozostałe dwa aspekty istnienia, uwarunkowanie (skt paratantra) i doskonałość (skt. pariṇispanna), gdyż one naprawdę (chiń. li) są realne, nawet jeśli emocjonalnie skłaniamy się do pomijania ich czy nawet odmawiania im rzeczywistości w celu kontynuowania przylegania do złudnych wyobrażeń.   
2."Porzucenie zmieszanego - zachowanie czystego" (chiń. shelan liuchun).
Na tym poziomie Kuiji inicjuje fenomenologiczną redukcję procesu postrzegania, dzięki któremu tworzone jest nasze doświadczanie świata. Celem jest tu przeniesienie uwagi z tego, co naiwnie zakładamy, że są to a priori określone przedmioty w zewnętrznym świecie, na skupienie się zamiast tego na fakcie, że każda percepcja, każda świadomość czegoś w świecie, zawiera "wewnętrzną" subiektywną świadomość oraz również "wewnętrzny" intencjonalny przedmiot. Rzutując te intencjonalne przedmioty na to, co jest uważane za oddzielny "zewnętrzny" świat, pozwalając im na "przepływ" czy mieszanie się - przylega się do nich jako zasadniczo rzeczywistych, określonych przedmiotów, a zatem nie osiąga się celu rozpoznania ich współzależnej natury jako tworów postrzegania. Na tym etapie porzucamy te zmieszane czy też rzutowane przedmioty, aby móc rozpocząć rozpoznawanie bardziej podstawowych, czystych interakcji intencjonalnych przedmiotów i postrzegającej świadomości.          
3."Gromadzenie rozszerzeń - powrót do źródła" (chiń. shemo guiben).
Po rozpoznaniu współzależnej, korelacyjnej (łac. noema-noesis) relacji pomiędzy intencjonalnym przedmiotem a postrzegającą świadomością, pomiędzy tworzonym przedmiotem a tworzącym podmiotem trzeba pójść jeszcze głębiej. Na tym poziomie Kuiji odwołuje się do pojęcia ze scholastycznego okresu myśli jogaczary - doktryny svasaṃvittibhāgi czyli samoweryfikującego składnika postrzegania. Wynika to z założenia, iż medytacyjna dyscyplina daje doświadczenie zasadniczego, nierozwidlającego się sposobu postrzegania, który weryfikuje tę szczególną korelatywną relację, którą bierzemy za zwyczajne doświadczenie oddzielnego podmiotu i przedmiotu. Celem jest tu powrót do źródła podziału podmiot-przedmiot, aby zyskać bezpośrednią świadomość nierozczłonkowanego postrzegania przy pomocy svasaṃvittibhāgi).    
4."Zduszenie podrzędnego - przejawienie nadrzędnego" (chiń. yinlue xiansheng).
W tym momencie Kuiji rozpatruje związek pomiędzy citta a caittāḥ, czyli pomiędzy "myślą" (w najbardziej podstawowym znaczeniu) a różnymi podrzędnymi umysłowymi stanami lub postawami, którymi ona rządzi. Myśl nie jest tylko rozdzielona na podmiot i przedmiot, noesis i noemę, ale również podzielona jest na rozmaite predyspozycyjne stany czy nastawienia. Te oczywiście wielocząstkowe komponenty (skt caittāḥ) kształtują proces myślowy (skt citta). Kuiji dokonał analizy tych umysłowych współczynników w duchu starej tradycji abhidharmy. Wykazał, że na tym czwartym poziomie trzeba rozpoznać, iż najbardziej bezpośrednie i subiektywne stany umysłowe nie są postrzegane jako niezależne lub oddzielone. Nie można lgnąć do nich, bowiem są one po prostu funkcjami czy konstrukcjami myślowymi nierozwidlającego się procesu myślenia. A skoro tak, trzeba postrzegać je za podrzędne i pochodne w celu urzeczywistnienia prawdziwej natury myśli, dynamicznej aktywności konstrukcji rzeczywistości, która nie może być zredukowana ani do składników "obiektywnych", ani do "subiektywnych".        
5."Odprawienie aspektów fenomenalnych - urzeczywistnienie prawdziwej natury" (chiń. qianxiang zhengxing).
Jest to kulminacja fenomenologicznej redukcji, która doprowadza medytującego do zrozumienia jego "własnego" umysłu, rozumianego teraz jako proces nierozdzielonej myśli. Kuiji kieruje medytującego w stronę urzeczywistnienia podstawowej natury całego fenomenalnego istnienia, co w szkole jogaczary nazywane jest "takością"  (skt tathatā). Powinno się znaleźć w fenomenalności istnienia podstawową uniwersalną Zasadę (chiń. li) czy też naturę, którą dzielą wszystkie rzeczy - warunek bycia prostym jak one, wszystkie współzależnie powiązane w jednym konstruktywnym procesie. Aby to urzeczywistnienie było efektywne, medytujący musi odejść od zróżnicowanego fenomenalnego pojawiania się istnienia w celu zrealizowania prawdziwej natury tej fenomenalności. Musi oderwać się od "rzeczy" w ich oczywistej niezależnej obiektywności zanim urzeczywistni podstawową współzależność i związek, który charakteryzuje te "rzeczy". Tylko wtedy ta sama fenomenalność, która kształtuje rzeczywistość, może być postrzegana jako wolna do ułudy.